# Roberts Blossom
Roberts Scott Blossom, född 25 mars 1924 i New Haven i Connecticut, död 8 juli 2011 i Santa Monica i Kalifornien, var en amerikansk skådespelare och poet. Han var mest känd för att ha spelat Ezra Cobb i skräckfilmen Ondska bortom alla gränser (1974) och grannen Old Man Marley i komedifilmen Ensam hemma (1990).

## Tidigt liv
Blossom var son till John Blossom, som var idrottslärare vid Yale University. Han växte upp i Cleveland, men han flyttade senare till Shaker Heights i Ohio. Han gick på Hawken School i nordöstra Ohio och tog examen vid Asheville School 1941. Efter det gick Blossom på Harvard University innan han ett år senare gick med i USA:s armé och tjänstgjorde i Andra världskriget. Han utbildade sig till terapeut men bestämde sig sedan för att bli skådespelare.
Blossom började regissera och agera på flera teatrar i området, bland annat Karamu House och Candlelight Theatre i Cleveland innan han flyttade till New York. Väl där försörjde han sig på att bunta ihop fjädrar till hattar. Han arbetade också som servitör innan han bestämde sig för att bli skådespelare på heltid.

## Karriär
Robert Blossom började spela teater på 1950-talet och fick tre Obie Awards för sina insatser i off-Broad-pjäserna Village Wooing (1955), som var hans debut, Do not pass go (1965) och The Ice Age (1976). På 1960-talet bildade han en multimedial avantgardisk teatergrupp, Filmstage.
Blossom började dyka upp i film år 1958, men hans allra första framträdande i en långfilm var i The Hospital från 1971.  Under hela 1970-talet hade han stora roller i många filmer. Bland dessa märks Den store Gatsby (1974), Slaughterhouse-five (1972), Närkontakt av tredje graden (1977) och Flykten från Alcatraz (1979).

## Privatliv
Blossom var först gift med Beverly Schmidt Blossom som avled 2014. Med henne fick han en son, Michael. Efter det var han gift med Marylin Orshan Blossom fram till hennes död 1982. Med henne fick han en dotter, Debora.
Blossom drog sig tillbaka från skådespeleriet i slutet av 1900-talet och ägnade då istället all tid åt att skriva poesi.
På grund av sina genomträngande ögon och insjunkna kinder fick han oftast spela galna personer och personer som var betydligt äldre än honom själv. Han dog av ett slaganfall 2011 på ett vårdhem och ligger begravd i Woodlawn Memorial Cemetery i Santa Monica. 

## Filmografi

### Film
- Eko av en era (1959)
- Jesu synder (1961)
- The Hospital (1971)
- Häxorna i Salem: Skräcken och hoppet (1972)
- Slaughterhouse-five (1972)
- Var snäll och vänta (1972)
- Rubbad (1974)
- Den Store Gatsby (1974)
- Hanteras varsamt (1977)
- Närkontakt av tredje graden (1977)
- Flykten från Alcatraz (1979)
- Uppståndelse (1980)
- Christine (1983)
- Ruben, Ruben (1983)
- Flampunkt (1984)
- Vision Quest (1985)
- Candy Mountain (1987)
- Kristi sista frestelse (1988)
- Alltid (1989)
- Ensam hemma (1990)
- Doc Hollywood (1991)
- Döden faller (1991)
- Full Blossom: Poeten/skådespelaren Robert Blossoms fulla liv (2000)[1]

### TV
- Naken stad (1958)
- Art Carney-utställningen (1959)
- Kamera tre (1959)
- John Brows räd (1960)
- Månadens DuPont-Show (1959-1961)
- Brenner (1964)
- Försvararna (1964)
- Fantastiska prestationer (1972)
- Beacon Hill (1975)
- En annan värld (1976-1978)
- Sorg blir elektra (1978)
- ABC Weekend Special (1980)
- Familjeåterförening (1981)
- Muren (1982)
- Johny Belinda (1982)
- Vin vid middagstid (1985)
- Fantastiska berättelser (1985)
- Extraknäck (1986)
- Berättelser från den mörka sidan (1986)
- Utjämnaren (1986)
- På moderns begäran (1987)
- Stingrocka (1987)
- Skymningszonen (1985-1987)
- I nattens hetta (1989)
- Nordlig exponering (1992)
- Drakarnas boning (1992)
- Korsväg (1992)
- Mord i hjärtlandet (1993)
- Den amerikanska klockan (1993)
- Chicago Hope (1997)
- Baloon farm (1999)

## Teater
- Byns frieri (1955)
- Den infernaliska maskinen (1958)
- En kock för Mr. General (1961)
- Balladen om det sorgliga caféet (1963)
- Fysikerna (1964)
- Don't pass go (1965)
- Operation Sidewinder (1970)
- Statis quo Vadis (1973)
- Körsbärsträdgården (1988)
- Stolarna (1989)[5]